# Corypsylla ornata
Corypsylla ornata är en loppart som beskrevs av C.Fox 1908. Corypsylla ornata ingår i släktet Corypsylla och familjen mullvadsloppor. Inga underarter finns listade i Catalogue of Life.